# Pietra Ligure

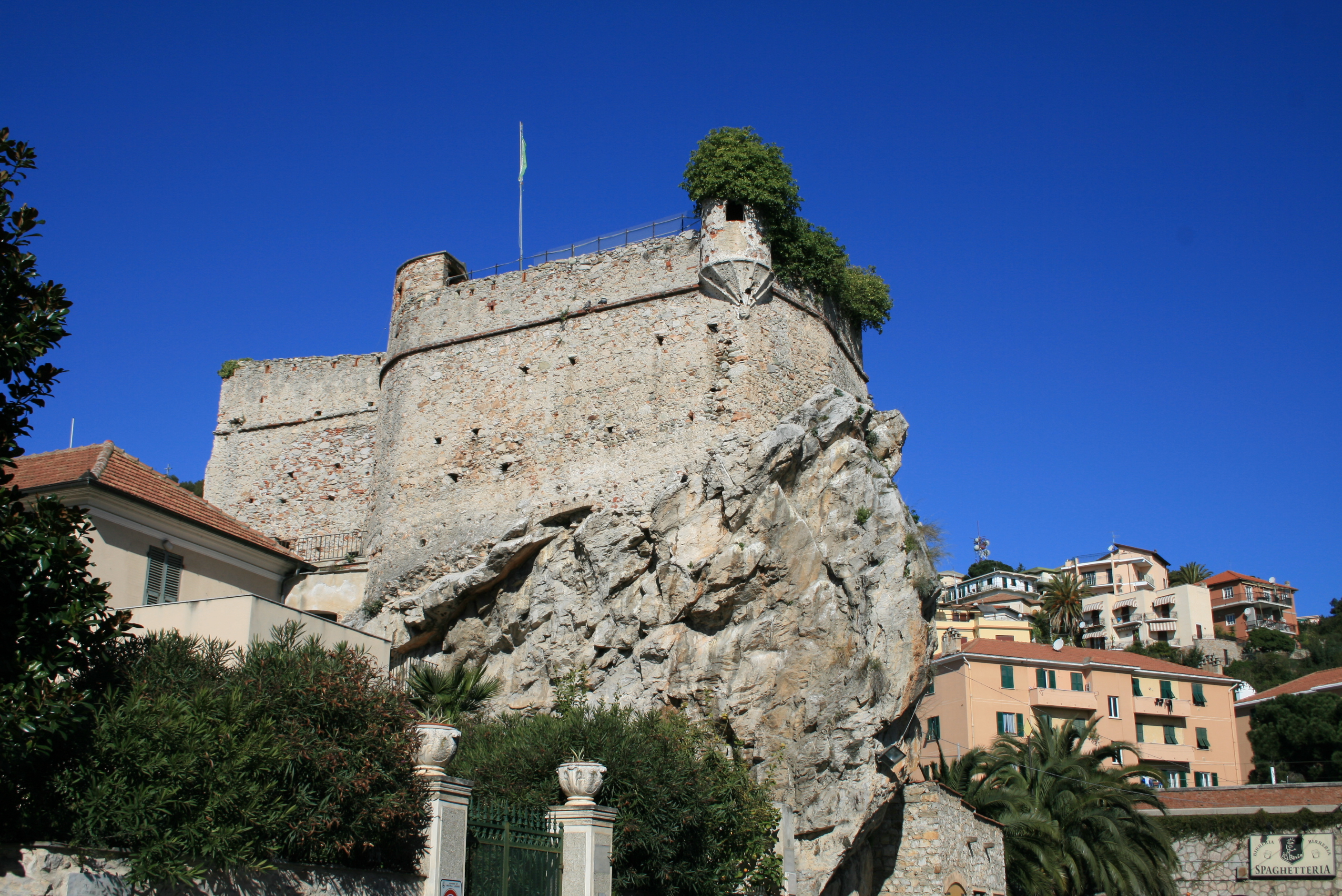
Burg „Castrum Petrae“

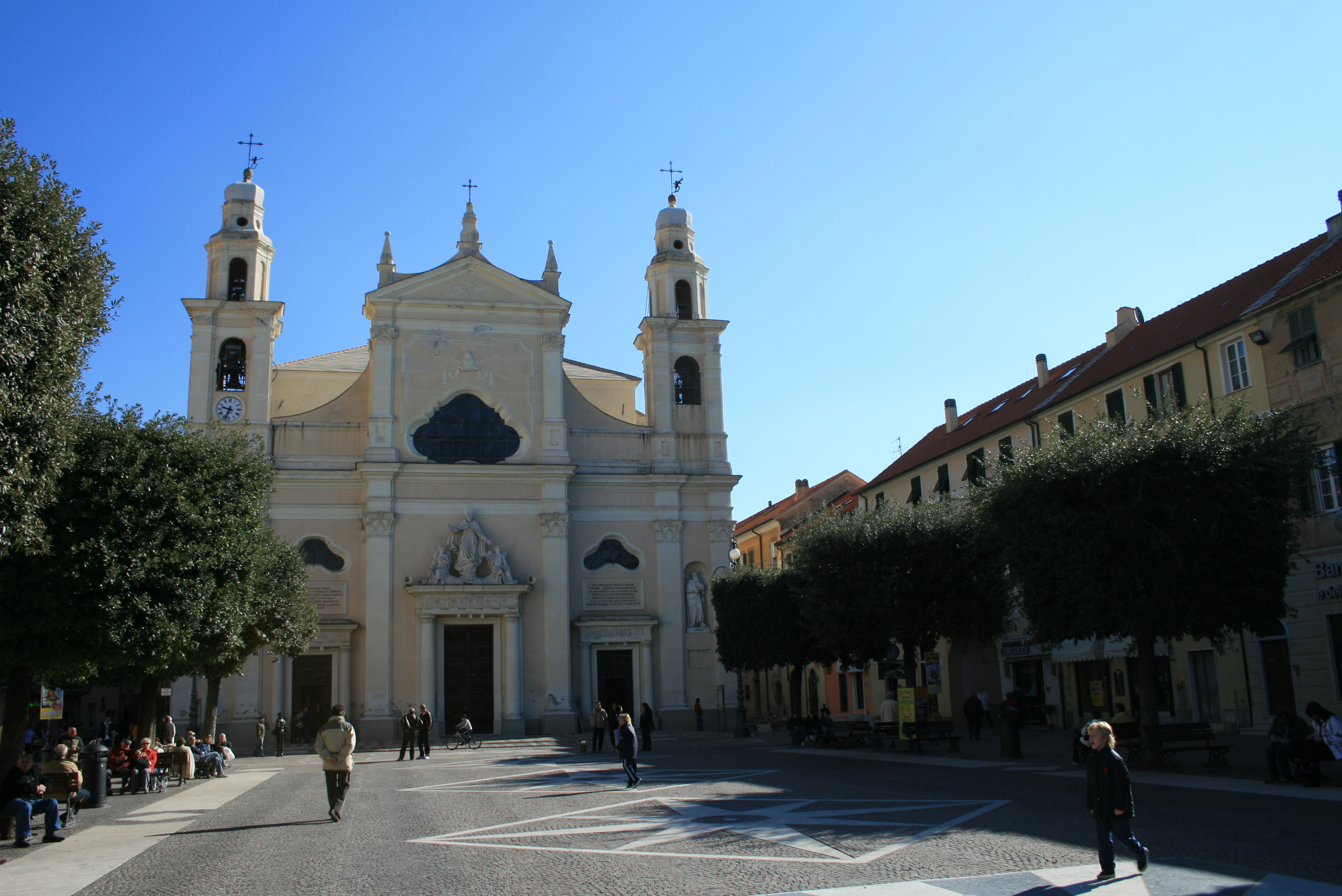
Kirche San Nicoló di Bari

Pietra Ligure ist ein italienischer Touristenort mit 8284 Einwohnern (Stand 31. Dezember 2023) in der Provinz Savona, Region Ligurien.

## Lage und Daten
Die Gemeinde Pietra Ligure liegt an der Küste des Ligurischen Meers zwischen Savona im Nordosten und Imperia im Südwesten. Sie umfasst eine Fläche von 9 km² und gehört zur Comunità Montana Pollupice.
Die Nachbargemeinden sind: Bardineto, Boissano, Borgio Verezzi, Giustenice, Loano und Tovo San Giacomo.

## Geschichte
Der Ortsname leitet sich vom lateinischen Wort „Petra“ ab, was auf Deutsch „Fels“ oder „Stein“ bedeutet. Der namensgebende Felsen lag im Mittelalter direkt am Meer und auf diesem wurde die Burg „Castrum Petrae“ (zu Deutsch also Felsenburg) als byzantinisches Bollwerk gegen die Langobarden errichtet.
Ursprünglich gehörte der Ort den Bischöfen von Albenga. Jedoch im Jahr 1385 wurde er vom Papst Urban VI. an die Seerepublik Genua veräußert.

## Sehenswürdigkeiten
Heute ist Pietra ein beliebtes Reiseziel für Touristen. Die Uferpromenade und die Strandbäder sind bekannt für ihre Attraktivität. Zusätzlich zu den Badeeinrichtungen bietet Pietra Ligure auch eine sehenswerte Altstadt.
Zu den bemerkenswerten architektonischen Werken der Altstadt gehören gut erhaltene Palazzi aus dem Mittelalter und dem 18. Jahrhundert sowie die Pfarrkirche San Nicolò, die ebenfalls aus dem 18. Jahrhundert stammt. Die Kirche ist mit ihren zwei Glockentürmen und einer Vielzahl von Kunstwerken im Inneren besonders sehenswert. Vor der Kirche befindet sich der Marktplatz von Pietra Ligure, der als beliebter Treffpunkt dient und auch einige Cafés und Boutiquen zu bieten hat.

## Verkehr
Pietra Ligure liegt an der Strada Statale 1 von Rom nach Ventimiglia, die dem Verlauf der römischen Via Aurelia folgt. An der nördlich verlaufenden Autostrada A10 besteht ein Autobahnanschluss Pietra Ligure (Nr. 68). Außerdem gibt es in der Stadt einen Bahnhof an der Bahnstrecke Genova–Ventimiglia. 

## Städtepartnerschaften
- Offenburg, Baden-Württemberg

## Söhne und Töchter der Stadt
- Pietro Toesca (1877–1962), italienischer Kunsthistoriker
- Leon Luini (* 2000), niederländischer Beachvolleyballspieler